# Christusvis
De christusvis (Sciades proops), ook koepila in Suriname, is een straalvinnige vis uit de familie van christusvissen (Ariidae), orde meervalachtigen (Siluriformes), die voorkomt in het westen en het zuidwesten van de Atlantische Oceaan.

## Beschrijving
De christusvis kan maximaal 100 centimeter lang en 9000 gram zwaar worden. De hoogst geregistreerde leeftijd is 4 jaar. Het lichaam van de vis heeft een langgerekte vorm. 
De vis heeft één dorsale stekel.

## Leefwijze
De christusvis is een zout- en brakwatervis die voorkomt in tropische kustwateren. 
Het dieet van de vis bestaat hoofdzakelijk uit dierlijk voedsel. Hij voedt zich met macrofauna en jaagt ook op vis.

## Relatie tot de mens
De christusvis is voor de visserij van aanzienlijk commercieel belang. Voor de mens is de christusvis niet geheel ongevaarlijk: de vis is in staat de mens te verwonden.
De soort staat niet op de Rode Lijst van de IUCN. 